# Petite Venise de Mykonos
Pour les articles homonymes, voir Petite Venise et Mykonos.
La Petite Venise de Mykonos ou quartier d'Alefkandra (Αλευκάνδρα, en grec) est un quartier touristique pittoresque traditionnel de bord de mer de Mykonos (Chora), capitale de l’île de Mykonos, dans l'archipel des Cyclades de la mer Égée en Grèce. 

## Histoire
Ce quartier ancien, historique et pittoresque d'Alefkandra (nommé « Petite Venise » par le tourisme) est célèbre pour son ensemble de maisons de front de mer du XVIIIe siècle, blanchies à la chaux, typiques de l'architecture cycladique, aux balcons en bois colorés suspendus au-dessus de la mer, dont les vagues viennent se briser à leurs pieds,. 

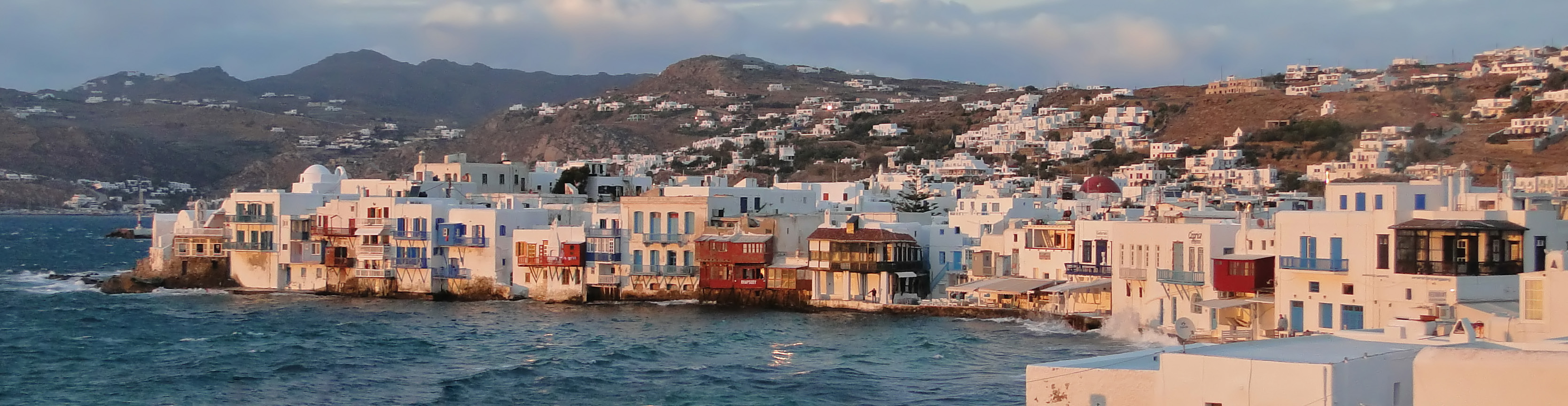

Ce quartier de bord de mer s'étend de l'église de la Panagía Paraportianí du vieux port de Mykonos à l'esplanade des six moulins à vent de Mykonos. Il est constitué de nombreuses terrasses de cafés et de restaurants de plage de bord de mer, de cuisine grecque traditionnelle, avec vue panoramique sur la mer Égée, et de quelques petites arrières ruelles étroites contiguës de boutiques et de galeries d'art.

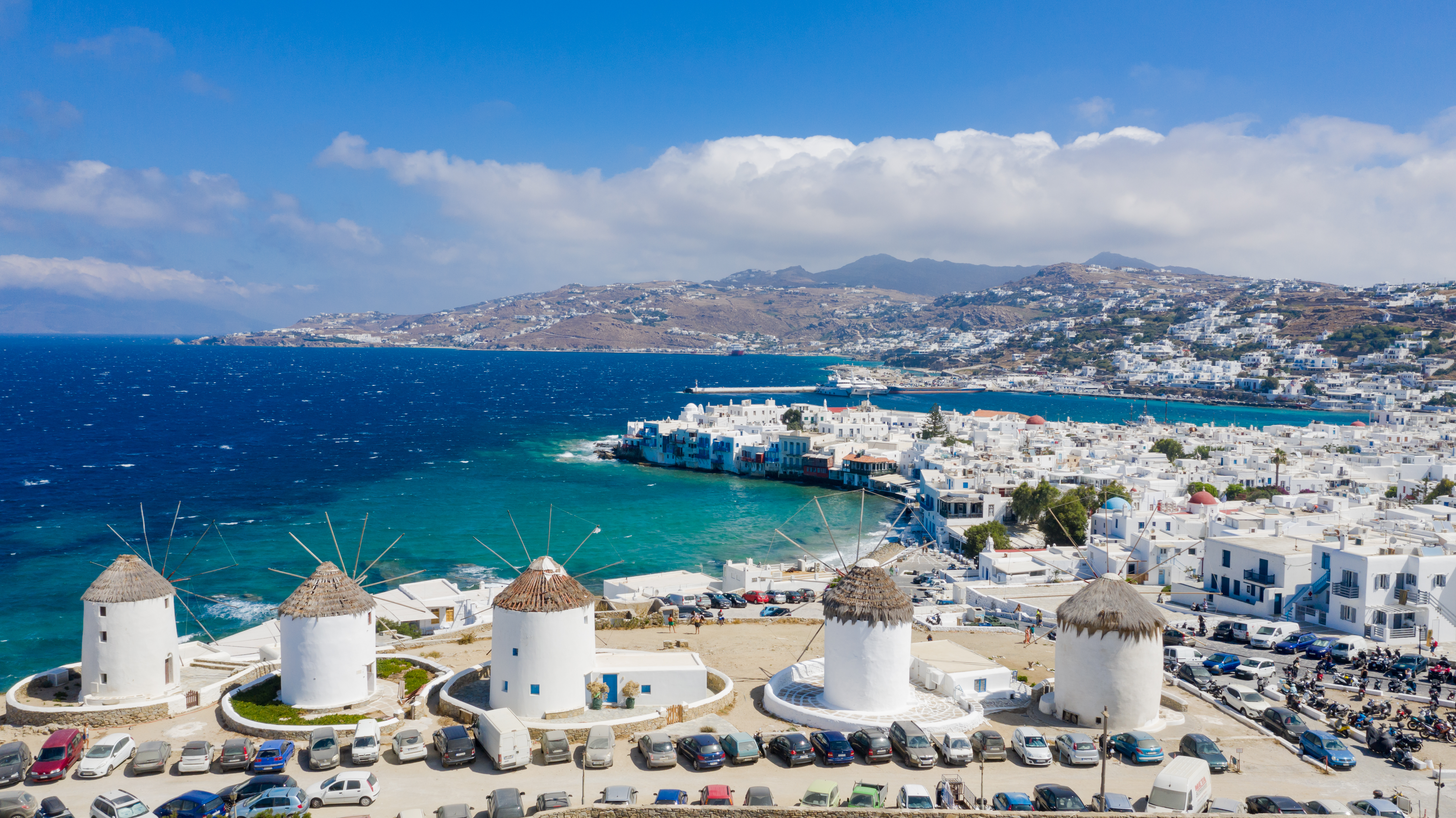
Petite Venise vue depuis les moulins à vent de Mykonos
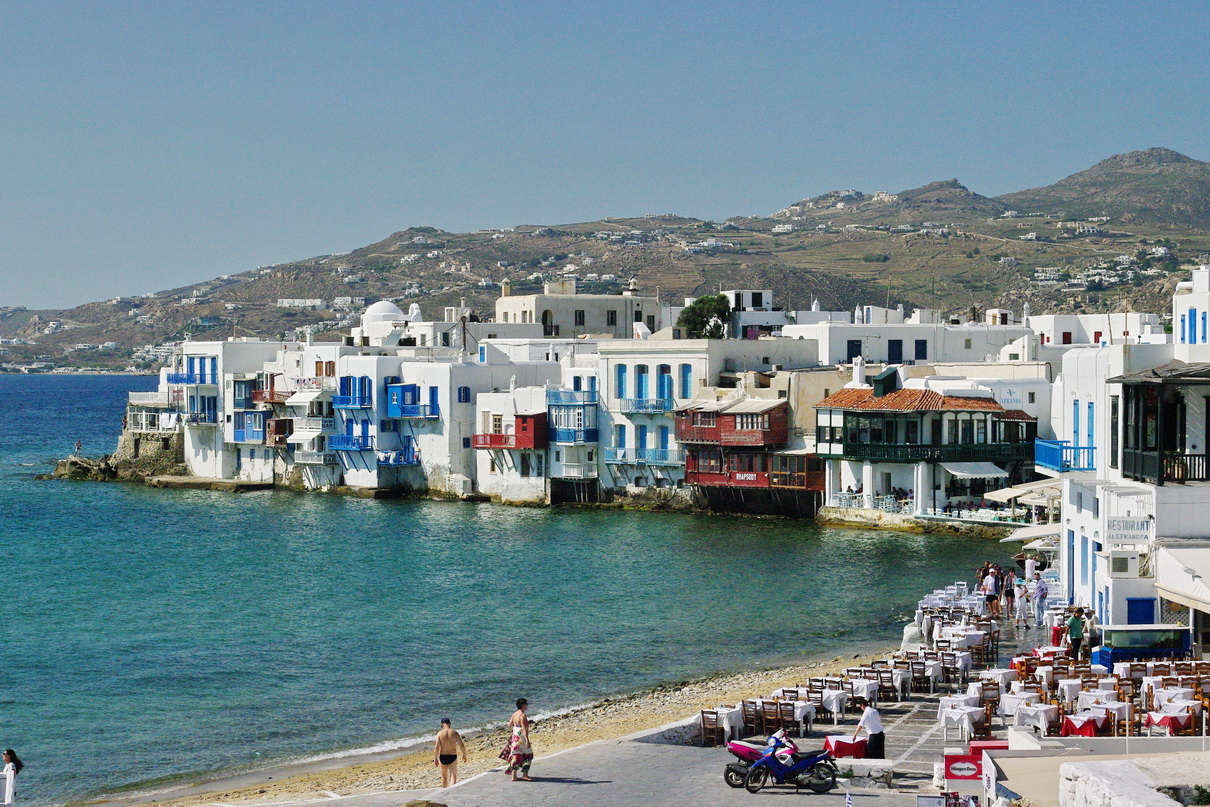
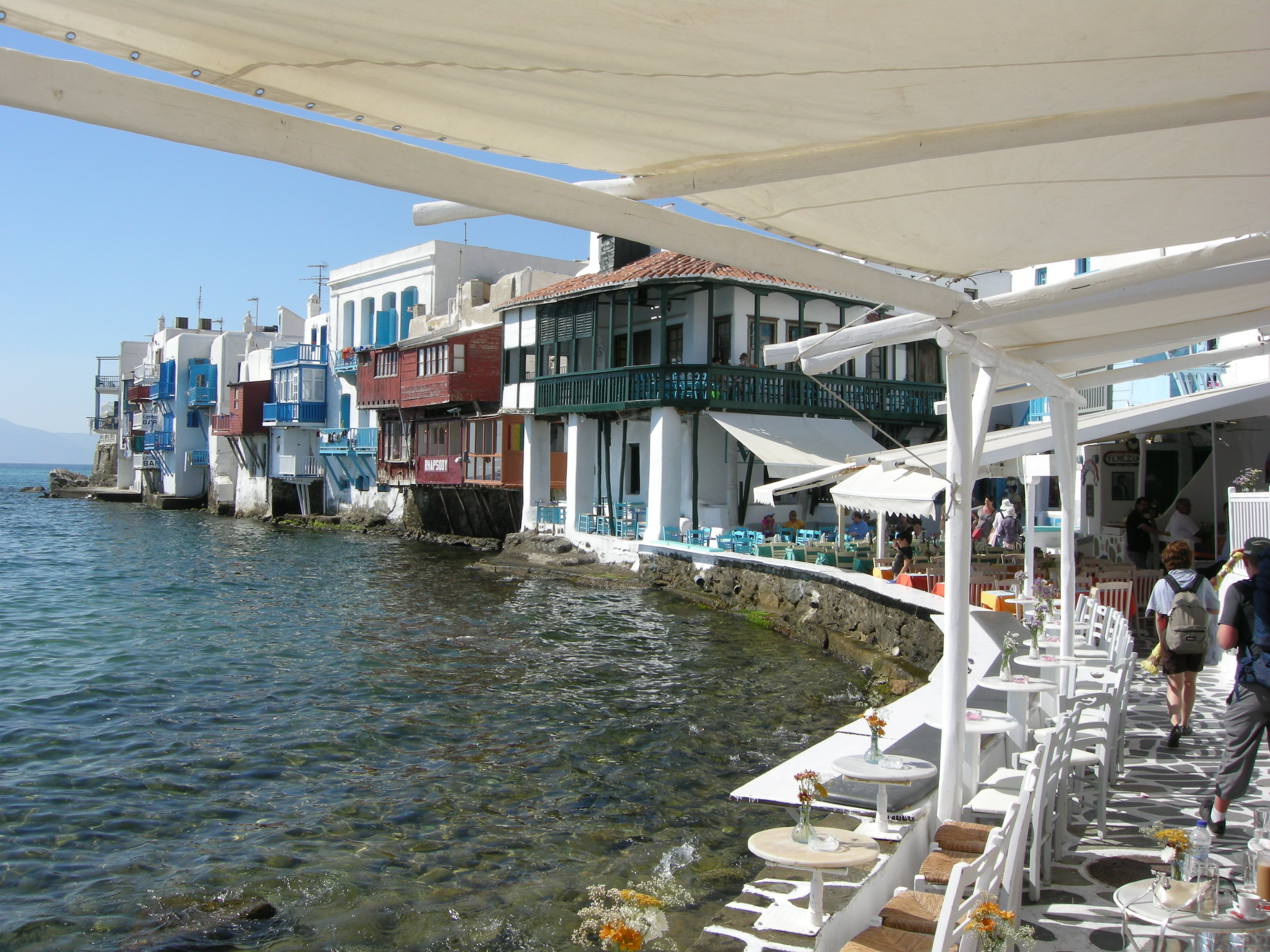